# Цао Цинцзэ
Ца́о Цинцзэ́ (кит. трад. 曹慶澤, упр. 曹庆泽, пиньинь Cáo Qìngzé; 1932—2015) — китайский партийный и политический деятель, в 1992—2002 годах заместитель секретаря ЦКПД (с 1997 года — 1-й), в 1993-98 гг. министр контроля КНР.
Член КПК с 1952 года, член ЦКПД 13-14 созывов, член Посткома ЦКПД 14-15 созывов.

## Биография
По национальности ханец.
В 1980—1981 гг. обучался в ЦПШ.
В 1981—1985 гг. замгенсека народного правительства провинции Сычуань.
С 1985 года заместитель, в 1987—1992 годах секретарь Комиссии по проверке дисциплины парткома пров. Сычуань. (Когда главою парткома был Ян Жудай.)
В 1992—2002 годах заместитель секретаря ЦКПД 14-15 созывов (с 1997 года — 1-й по перечислению, до этого — третий). В 1993-98 гг. министр контроля КНР.
Являлся членом Постоянного комитета Президиума XVI Всекитайского съезда КПК (указывался последним при перечислении).